# Mike Salay
Mike Salay, geboren als Michael Szalai (South Bend, Indiana, 10 juni 1909 - 19 november 1973) was een Amerikaans autocoureur. In 1948 en 1951 schreef hij zich in voor de Indianapolis 500. In 1948 viel hij al na drie ronden uit, in de editie van 1951, die ook deel uitmaakte van het Formule 1-kampioenschap, kwalificeerde hij zich niet.